# The Thrill of It All
The Thrill Of It All es el segundo álbum de estudio cantautor británico Sam Smith. Se lanzó el 3 de noviembre de 2017 a través de Capitol Records.

## Antecedentes y desarrollo
El 6 de octubre de 2017, Smith anunció a través de Twitter que su segundo álbum, titulado "The Thrill of It All", se lanzaría el 3 de noviembre de 2017. Es el segundo álbum completo de material de Smith después de su álbum debut In the Lonely Hour (2014), que ha vendido alrededor de 12 millones de copias en todo el mundo.
Hablando con Billboard sobre el álbum, Smith dijo:

«No estaba tratando de hacer un gran disco pop cuando hice este álbum. En realidad solo estaba tratando de hacer algo personal, como si fuese un diario personal».
Sam Smith

## Sencillos
«Too Good at Goodbyes» se lanzó como el sencillo del álbum el 8 de septiembre de 2017. Encabezó la lista de sencillos del Reino Unido y alcanzó la cuarta posición en Billboard Hot 100 de Estados Unidos.
«One Last Song» se envió a la radio del Reino Unido como el segundo sencillo el 3 de noviembre de 2017, el mismo día del lanzamiento del álbum.
El 27 de marzo de 2018, Smith anunció que «Pray» serviría como el tercer sencillo y presentaría voces invitadas recién grabadas junto al rapero estadounidense Logic. La canción se estrenó el 29 de marzo de 2018.
«Baby, You Make Me Crazy» fue el cuarto sencillo y último sencillo del álbum estrenado el 29 de junio de 2018.

## Gira musical y espectáculos
Dentro del lanzamiento de «Pray» como sencillo promocional el 6 de octubre de 2017, The Thrill of It All Tour se anunció con espectáculos en Europa y América del Norte. Comenzó el 20 de marzo de 2018 en Sheffield , Inglaterra, y concluyó el 18 de abril de 2019 en Ciudad del Cabo, Sudáfrica. En diciembre de 2018, Billboard concluyó que después de 94 shows, Smith recaudó $ 86.1 millones y vendió 1.07 millones de boletos en The Thrill of It All Tour. Impulsó el total bruto de su carrera a $ 102.7 millones de 1.4 millones de boletos vendidos.

## Recepción crítica
"The Thrill of It All" recibió en general críticas positivas de los críticos musicales. En Metacritic, que asigna una puntuación normalizada de 100 a las críticas de las publicaciones principales, el álbum recibió una puntuación media de 72 basada en 16 críticas.
Neil McCormick de The Daily Telegraph le dio cuatro estrellas al álbum, y fue muy positivo sobre él y las voces de Smith, llamándolas "sobrenaturales" y diciendo: "'The Thrill of It All no sólo se revuelca en la miseria del amor, sino que prácticamente se ahoga en la materia. Sus 10 canciones son casi implacablemente miserables, ensimismadas y autocompasivas, rayando en lo lacrimoso y sentimental (como suelen ser los amantes en medio de una ruptura). La instrumentación es un discreto piano y cuerdas mezcladas con un toque ocasional de efectos de hip-hop contemporáneo. A veces, las letras de Smith muestran una prosaísmo un poco torpe. No hay mucha poesía en líneas como "el amor verdadero nunca es una pérdida de tiempo" o "no hay" ningún seguro para pagar los daños". Sin embargo, todo esto se nota, porque Smith hace que cada nota suene como una cuestión de vida o muerte. Él" es la pieza central del álbum, un drama evangélico dirigido a un "padre" crítico, que insiste en el derecho de Smith a amar a quien ellos elijan. Es una especie de himno a Él, y a medida que el coro se va fortaleciendo va ganando una gloria justa" Andy Gill de The Independent también hizo una reseña de cuatro estrellas, y compartió la positividad sobre el álbum, remarcando: "La voz de Smith sigue siendo una cosa maravillosa en todo".
Will Hermes para Rolling Stone también dio una revisión positiva de cuatro estrellas, y dijo: "Doblando su magnífica y no conformista voz mientras empuja su songcraft hacia adelante, el segundo LP de Smith hace de caballero uno de los más poderosos y expresivos vocalistas de su generación." En otra crítica positiva Nick Levine de NME comparó a Smith con Adele en su reseña del álbum, declarando: "Ambos han tenido un enorme éxito cantando baladas emocionales que conectan con grandes cantidades de gente, y ambos son comprensiblemente reacios a elevar el tempo como resultado. Pero como el 25 de Adele, este es un álbum innegablemente logrado que, merecidamente, cambiará un montón de copias. AllMusic's Andy Kellman también fue positivo en su crítica de tres estrellas y media, y opinó: "este álbum mantiene una consistencia e intensidad que lo coloca ligeramente por encima del debut."
Algunas críticas fueron más negativas. Aunque lo convirtió en su álbum de la semana y le dio tres estrellas, Alexis Petridis de The Guardian fue más mixto en su crítica, al escribir: "Hay un cierto poder en "The Thrill of It All" pero podría haber sido un álbum mucho más potente si hubieran dejado de pulirlo un poco." Kitty Empire de The Observer fue menos entusiasta en una crítica más negativa de dos estrellas, afirmando que Smith estaba "abatido por los números" como Adele, y conjeturó: "Hay poco drama aquí, sólo mucha taquigrafía (pianos tristes), una ausencia total de riesgo"

## Lista de canciones
- Edición estándar

| The Thrill of It All |                              | |                                           |          |  |
| N.º                  | Título                       | Escritor(es) | Director(es)                              | Duración |  |
| 1.                   | «Too Good at Goodbyes»       | Sam Smith, James Napier, Mikkel S.Eriksen y Tor Erik Hermansen | Steve Fitzmaurice, Jimmy Napes y Stargate | 3:21     |  |
| 2.                   | «Say It First»               | S. Smith, Napier y James Ho | Malay, Fitzmaurice y Napes                | 4:07     |  |
| 3.                   | «One Last Song»              | S. Smith, Napier y Tyler Johnson | Fitzmaurice, Napes y Johnson              | 3:12     |  |
| 4.                   | «Midnight Train»             | S. Smith, Napier y Ho | Fitzmaurice, Napes y Malay                | 3:27     |  |
| 5.                   | «Burning»                    | S. Smith, Jason "Poo Bear" Boyd, Dominic Jordan y Jimmy Giannos | Fitzmaurice y Napes                       | 3:23     |  |
| 6.                   | «Him»                        | S. Smith, Brendan Grieve y Reuben James | Fitzmaurice y Grieve                      | 3:10     |  |
| 7.                   | «Baby, You Make Me Crazy»    | S. Smith, Napier, Emile Haynie, Dennis Ronald Thomas, Woodrow Sparrow, Gene Redd Sr., George Melvin Brown, Claydes Smith, Richard Westfield, Robert Bell, Robert Mickens y Ronald Bell | Fitzmaurice, Napes y Haynie               | 3:27     |  |
| 8.                   | «No Peace» (featuring Yebba) | S. Smith, Napier y Abbey Smith | Fitzmaurice y Napes                       | 4:43     |  |
| 9.                   | «Palace»                     | S. Smith, Johnson y Camaron Ochs | Johnson                                   | 3:07     |  |
| 10.                  | «Pray»                       | S. Smith, Napier, Timothy Mosley, Darryl Pearson, Larrance Dopson y Jose A. Valasquez                                                                                                  | Timbaland, Fitzmaurice y Napes            | 3:41     |  |
| 35:38                |                              | |                                           |          |  |

| The Thrill of It All (Edición especial) |                        |                          |                             |          |  |
| N.º                                     | Título                 | Escritor(es)             | Director(es)                | Duración |  |
| 11.                                     | «Nothing Left for You» | S. Smith y Napier        | Fitzmaurice y Napes         | 3:46     |  |
| 12.                                     | «The Thrill of It All» | S. Smith, Grieve y James | Fitzmaurice, Napes y Grieve | 3:28     |  |
| 13.                                     | «Scars»                | S. Smith y Grieve        | Grieve y Fitzmaurice}       | 3:03     |  |
| 14.                                     | «One Day at a Time»    | S. Smith y Simon Aldred  | Fitzmaurice y Napes         | 3:29     |  |

## Posicionamiento en listas
| Listas (2017)                       | Mejor posición |
| ----------------------------------- | -------------- |
| Alemania (Media Control Charts)     | 8              |
| Australia (ARIA)                    | 2              |
| Austria (Ö3 Austria)                | 7              |
| Bélgica (Ultratop flamenca)         | 1              |
| Bélgica (Ultratop valona)           | 11             |
| Canadá (Billboard Canadian Albums)  | 1              |
| Croacia (IFPI)                      | 3              |
| Dinamarca (Hitlisten)               | 1              |
| Escocia (OCC)                       | 1              |
| España (PROMUSICAE)                 | 12             |
| Estados Unidos (Billboard 200)      | 1              |
| Finlandia (Suomen Virallinen Lista) | 10             |
| Francia (SNEP)                      | 15             |
| Grecia (IFPI Grecia)                | 8              |
| Irlanda (IRMA)                      | 1              |
| Italia (FIMI)                       | 4              |
| Japón (Billboard Japan)             | 23             |
| Japón (Oricon)                      | 32             |
| Nueva Zelanda (Recorded Music NZ)   | 1              |
| Noruega (VG-lista)                  | 1              |
| Países Bajos (Album Top 100)        | 1              |
| Polonia (ZPAV)                      | 10             |
| Portugal (AFP)                      | 3              |
| República Checa (ČNS IFPI)          | 15             |
| Reino Unido (UK Albums Chart)       | 1              |
| Suecia (Sverigetopplistan)          | 1              |
| Suiza (Schweizer Hitparade)         | 3              |

| Listas (2017)                  | Mejor posición |
| ------------------------------ | -------------- |
| Alemania (MegaCharts)          | 48             |
| Australia (ARIA)               | 19             |
| Bélgica (Ultratop Flanders)    | 51             |
| Bélgica (Ultratop Wallonia)    | 138            |
| Dinamarca (Hitlisten)          | 43             |
| Estados Unidos (Billboard 200) | 153            |
| Francia (SNEP)                 | 119            |
| Italia (FIMI)                  | 89             |
| Nueva Zelanda (RMNZ)           | 27             |
| Reino Unido (OCC)              | 3              |
| Suecia (Sverigetopplistan)     | 41             |
| Suiza (Schweizer Hitparade)    | 87             |

| Listas (2018)                  | Mejor posición |
| ------------------------------ | -------------- |
| Alemania (MegaCharts)          | 66             |
| Australia (ARIA)               | 38             |
| Bélgica (Ultratop Flanders)    | 47             |
| Bélgica (Ultratop Wallonia)    | 170            |
| Canadá (Billboard)             | 29             |
| Dinamarca (Hitlisten)          | 18             |
| Estados Unidos (Billboard 200) | 23             |
| Irlanda (IRMA)                 | 37             |
| Nueva Zelanda (RMNZ)           | 17             |
| Reino Unido (OCC)              | 21             |
| Suecia (Sverigetopplistan)     | 27             |
| Suiza (Schweizer Hitparade)    | 91             |

## Certificaciones
| País (organismo certificador) | Certificación | Unidades certificadas |
| ----------------------------- | ------------- | --------------------- |
| Australia (ARIA)              | Platino       | 70 000                |
| Austria (IFPI)                | Oro           | 7 500                 |
| Canadá (Music Canada)         | Platino       | 80 000                |
| Dinamarca (IFPI)              | Platino       | 20 000                |
| Francia (SNEP)                | Oro           | 50 000                |
| Italia (FIMI)                 | Oro           | 25 000                |
| México (AMPROFON)             | Oro           | 30 000                |
| Nueva Zelanda (RIANZ)         | 2x Platino    | 30 000                |
| Noruega (IFPI)                | Platino       | 20 000                |
| Países Bajos (NVPI)           | Platino       | 40 000                |
| Reino Unido (BPI)             | 2x Platino    | 600 000               |
| Suecia (GLF)                  | Oro           | 15 000                |